# Bresse Vallons
Bresse Vallons è un comune francese sito nel dipartimento dell'Ain, nella regione Alvernia-Rodano-Alpi. Si tratta di un comune di nuova costituzione che dal 1º gennaio 2019 è stato creato con la fusione tra i comuni di Cras-sur-Reyssouze ed Étrez, che ora ne costituiscono due frazioni.
Il territorio comunale è bagnato dalle acque del fiume Reyssouze.